# Rossignol indien
Larvivora brunnea
Espèce
Statut de conservation UICN

 LC  : Préoccupation mineure
Synonymes
- Luscinia brunnea (protonyme)

Le Rossignol indien (Larvivora brunnea) est une espèce d'oiseaux de la famille des Muscicapidae.

## Description

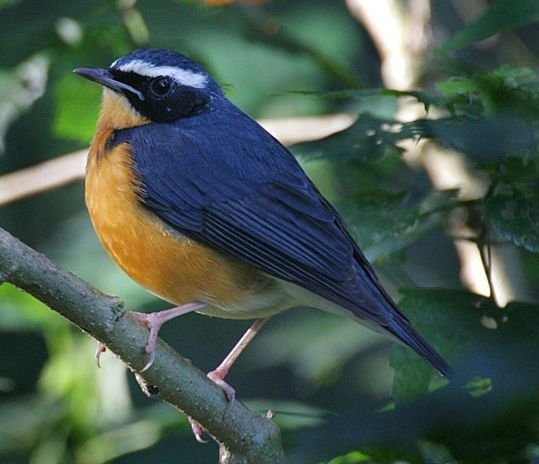
plumage d'hiver

Il mesure environ quinze centimètres de long. Le mâle a le dos bleu et le ventre roux, la femelle a le dos marron olive et le ventre jaune clair.

## Répartition
Il vit à travers les forêts de l'Himalaya, de l'est de l'Afghanistan à l'ouest de la Birmanie.

## Taxonomie
S'appuyant sur diverses études phylogéniques, le Congrès ornithologique international (classification version 4.1, 2014) déplace cette espèce, alors placée dans le genre Luscinia, dans le genre Larvivora.

### Sous-espèces
L'espèce comporte deux sous-espèces:
- L. brunnea brunnea Hodgson, 1837 — Himalaya ;
- L. brunnea wickhami Baker, 1916 — Chin Hills.